# Rosse plevier
De rosse plevier (Anarhynchus obscurus) is een waadvogel uit de familie van plevieren (Charadriidae). De vogel werd in 1789 door  Johann Friedrich Gmelin beschreven. Het is een ernstig bedreigde, endemische vogelsoort in het zuiden van Nieuw-Zeeland. BirdLife International beschouwt de ondersoorten  aquilonius en obscurus als aparte soorten.

## Kenmerken
De vogel is 25 cm lang.  De vogel heeft een wit voorhoofd, witachtige onderdelen en er loopt een donkere streep door het oog met daarboven een lichte wenkbrauwstreep, die doorloopt tot het achterhoofd. De snavel is zwart en vrij fors, de poten zijn grijs. De ondersoort aquilonius is aanmerkelijk lichter zowel van onder als van boven, met meer wit op de kop en op de flanken. De nominaat obscurus heeft in de broedtijd een kastanjebruine borst en buik (bij het vrouwtje is het meer een rozige waas). De omvang van deze bruine vlek is echter zeer variabel.

## Verspreiding en leefgebied
Deze soort is endemisch in Nieuw-Zeeland en telt twee ondersoorten:
- Anarhynchus obscurus aquilonius ("noordelijke rosse plevier"): Noordereiland. Deze soort is minder bedreigd, maar een gevoelige (onder-)soort.[4]
- Anarhynchus obscurus obscurus:  plaatselijk op de zuidrand van het Zuidereiland en op het nabij gelegen Stewarteiland.

Vroeger had de vogel een veel groter verspreidingsgebied op alle drie eilanden. De vogel ging binnen 40 jaar met 80% in aantal achteruit (circa 4%  Anarhynchus obscurus aquilonius broedt voornamelijk in kustgebieden. De ondersoort van het Stewarteiland broedt meer binnenlands op een paar plaatsen op kale heuveltoppen of schaars begroeide, open hoogvenen.

## Status
De rosse plevier heeft een beperkt verspreidingsgebied en daardoor is de kans op uitsterven aanwezig. De grootte van de hele populatie (beide ondersoorten) werd in 2014 door BirdLife International geschat op meer dan 1600 volwassen individuen. De ondersoort  aquilonius komt voor in vaak beschermde gebieden. De omvang van de populatie van de ondersoort obscurus bestaat volgens onderzoek gepubliceerd in 2016 uit 60 tot 80 volwassen individuen. Het broedsucces vermindert door predatie door ingevoerde hermelijnen, katten en mogelijk ook ratten maar bovendien door inheemse predatoren als de kelpmeeuw. Om deze redenen staat deze ondersoort als ernstig bedreigd op de Rode Lijst van de IUCN.